# محلول ملحي مخزن بالفوسفات

المحلول الملحي المخزن بالفوسفات هو محلول منظم (درجة الحموضة = 7.4) يشيع استخدامه في البحوث البيولوجية. وهو عبارة عن محلول ملحي مائي يحتوي على فوسفات هيدروجين ثنائي الصوديوم وكلوريد الصوديوم، وفي بعض التركيبات، كلوريد البوتاسيوم وفوسفات البوتاسيوم ثنائي الهيدروجين. يساعد المحلول المنظم في الحفاظ على درجة حموضة ثابتة. تتطابق تركيزات الأسمولية والأيون في المحاليل مع تلك الموجودة في جسم الإنسان (متساوي التوتر).

## تطبيقات
المحلول الملحي المخزن بالفوسفات له العديد من الاستخدامات لأنه متساوي التوتر وغير سام لمعظم الخلايا. وتشمل هذه الاستخدامات تخفيف المواد وشطف حاوية الخلية. يستخدم المحلول الملحي المخزن بالفوسفات مع ثنائي أمين الإيثيلين رباعي حمض الأسيتيك أيضًا لفصل الخلايا المرفقة والمتجمعة. ومع ذلك، لا يمكن إضافة المعادن ثنائية التكافؤ مثل الزنك لأن هذا سيؤدي إلى الترسيب. بالنسبة لهذه الأنواع من التطبيقات، يوصى باستخدام مخازن غود. لقد ثبت أن المحلول الملحي المخزن بالفوسفات بديل مقبول لوسط النقل الفيروسي فيما يتعلق بنقل وتخزين فيروسات الحمض النووي الريبي، مثل فيروس كورونا المرتبط بالمتلازمة التنفسية الحادة الشديدة النوع 2.

## إعداد
هناك العديد من الطرق المختلفة لإعداد المحلول الملحي المخزن بالفوسفات (أحدها هو محلول ملحي مخزن بالفوسفات من دولبيكو، والذي له تركيبة مختلفة عن تركيبة المحلول الملحي المخزن بالفوسفات القياسية). لا تحتوي بعض التركيبات على البوتاسيوم والمغنيسيوم، بينما تحتوي تركيبات أخرى على الكالسيوم و/أو المغنيسيوم (اعتمادًا على ما إذا كان المخزن المؤقت يستخدم على الأنسجة الحية أو الثابتة أم لا: هذا الأخير لا يتطلب كلوريد الكالسيوم أو كلوريد المغنيسيوم.)
| التكوين الأكثر شيوعا من المحلول الملحي المخزن بالفوسفات (1×) | التكوين الأكثر شيوعا من المحلول الملحي المخزن بالفوسفات (1×) | التكوين الأكثر شيوعا من المحلول الملحي المخزن بالفوسفات (1×) |
| الملح                                                        | التركيز (مليمول/لتر)                                         | التركيز (جرام/لتر)                                           |
| ------------------------------------------------------------ | ------------------------------------------------------------ | ------------------------------------------------------------ |
| كلوريد الصوديوم                                              | 137                                                          | 8.0                                                          |
| كلوريد البوتاسيوم                                            | 2.7                                                          | 0.2                                                          |
| فوسفات ثنائي الصوديوم                                        | 10                                                           | 1.42                                                         |
| فوسفات أحادي البوتاسيوم                                      | 1.8                                                          | 0.24                                                         |

ابدأ ب 800 مل من الماء المقطر لإذابة جميع الأملاح. أضف الماء المقطر إلى الحجم الكلي 1 لتر. سيكون التركيز النهائي للمحلول الملحي المخزن بالفوسفات ×1 الناتج 157 ميلي مولار من أيونات الصوديوم، و140 ميلي مولار من أيونات الكلور، و4.45 ميلي مولار من أيونات البوتاسيوم، و10.1 ميلي مولار من أيونات فوسفات الهيدروجين، و1.76 ميلي مولار من أيونات فوسفات ثنائي الهيدروجين، ودرجة حموضة 7.96 أضف 2.84 ميلي مولار من حمض الهيدروكلوريك لإزاحة المحلول المنظم إلى 7.3 ميلي مولار من أيونات فوسفات الهيدروجين و4.6 ميلي مولار من أيونات فوسفات ثنائي الهيدروجين للحصول على درجة حموضة نهائية 7.4 وتركيز 142 ميلي مولار من أيونات الكلور.
| بروتوكول كولد سبرينج هاربور | بروتوكول كولد سبرينج هاربور | بروتوكول كولد سبرينج هاربور | بروتوكول كولد سبرينج هاربور | بروتوكول كولد سبرينج هاربور | بروتوكول كولد سبرينج هاربور | بروتوكول كولد سبرينج هاربور | بروتوكول كولد سبرينج هاربور |
| الكاشف                      | الكتلة الجزيئية             | الكتلة (جرام) 10×           | التركيز 10×                 | الكتلة (جرام) 5×            | التركيز 5×                  | الكتلة (جرام) 1×            | التركيز 1×                  |
| --------------------------- | --------------------------- | --------------------------- | --------------------------- | --------------------------- | --------------------------- | --------------------------- | --------------------------- |
| فوسفات ثنائي الصوديوم       | 141.95897                   | 14.1960                     | 0.1000                      | 7.0980                      | 0.0500                      | 1.41960                     | 0.0100                      |
| فوسفات أحادي البوتاسيوم     | 136.08569                   | 2.4496                      | 0.0180                      | 1.2248                      | 0.0090                      | 0.24496                     | 0.0018                      |
| كلوريد الصوديوم             | 58.44300                    | 80.0669                     | 1.3700                      | 40.0335                     | 0.6850                      | 8.00669                     | 0.1370                      |
| كلوريد البوتاسيوم           | 74.55150                    | 2.0129                      | 0.0270                      | 1.0064                      | 0.0135                      | 0.20129                     | 0.0027                      |
| درجة الحموضة = 7.4          |                             |                             |                             |                             |                             |                             |                             |

الرقم الهيدروجيني هو ~ 7.4. عند عمل المحاليل المنظمة، من الممارسات الجيدة دائمًا قياس درجة الحموضة مباشرة باستخدام مقياس درجة الحموضة. إذا لزم الأمر، يمكن ضبط الرقم الهيدروجيني باستخدام حمض الهيدروكلوريك أو هيدروكسيد الصوديوم.
يمكن أيضًا تحضير المحلول الملحي المخزن بالفوسفات باستخدام أقراص المحلول الملحي المخزن بالفوسفات أو أكياس عازلة مصنوعة تجاريًا.
إذا استُخدِمَ في زراعة الخلايا، يمكن توزيع المحلول في القسمة وتعقيمه عن طريق التعقيم أو الترشيح. قد لا يكون التعقيم ضروريًا حسب استخدامه. يمكن تخزين المحلول الملحي المخزن بالفوسفات في درجة حرارة الغرفة أو في الثلاجة. ومع ذلك، قد تترسب محاليل المخزون المركز عند تبريدها ويجب حفظها في درجة حرارة الغرفة حتى يذوب الراسب تمامًا قبل الاستخدام.

## روابط خارجية
- http://www.bioind.com/products/cell-culture/cell-culture-reagents/balanced-salt-solutions/dpbs-dulbecco-s-phosphate-buffered-saline/